# 並河勉
並河 勉（なびか つとむ、1939年（昭和14年）1月8日 -2020年（令和2年）9月5日 ）は日本の実業家。山陰酸素工業社長。並河家第18代当主。

## 経歴
島根県安来市出身。
1962年（昭和37年）同志社大学商学部卒業、同年松下電器貿易勤務
1964年（昭和39年）同ベイルート事務所勤務
1975年（昭和50年）同カイロ事務所所長
1982年（昭和57年）同社退職、同年山陰酸素工業、山陰冷食（現さんれいフーズ）勤務
1987年（昭和62年）山陰酸素工業・さんれいフーズ代表取締役社長就任
2011年（平成23年）さんれいフーズ 代表取締役会長兼社長就任
2020年（令和  2年）山陰酸素工業代表取締役会長就任

## 家系
並河家の先祖は丹波・亀岡の豪族であった。今なお亀岡には並河姓が多い。やがて出雲に土着。並河家は出雲で醤油や酒の醸造、金融業などを営み、時移り天明3年（1783年）に今の安来市に家を建てた。出雲地方の代表的商家建築である。宝暦・明和年間（1700年代中ごろ）におきた火災の教訓から現在の建物は維持に細心の注意が払われ貴重な歴史的資料になっている。築後二百年以上経ったこの建物は、島根県指定の有形文化財「並河家住宅」として補修され保存されている。